# 1004 TCN
1004 TCN là một năm trong lịch La Mã.